# Новая Слободка (Башкортостан)
Но́вая Слобо́дка (баш. Яңы Слободка) — деревня в Мелеузовском районе Республики Башкортостан Российской Федерации. Входит в состав Корнеевского сельсовета.

## География

### Географическое положение
Расстояние до:
- районного центра (Мелеуз): 36 км,
- центра сельсовета (Корнеевка): 9 км,
- ближайшей ж/д станции (Зирган): 13 км.

## Население
| 2002 | 2009 | 2010 |
| ---- | ---- | ---- |
| 3    | ↗23  | ↘14  |

### Национальный состав
Согласно переписи 2002 года, преобладающая национальность — русские (100 %).